# Péclet-Zahl
Die Péclet-Zahl {\displaystyle Pe} (nach Jean Claude Eugène Péclet) ist eine Kennzahl mit der Einheit Eins, welche bei Transportprozessen das Verhältnis von advektiven zu diffusiven Flüssen auf einer charakteristischen Länge {\displaystyle L} wiedergibt. Sie wird sowohl bei Fragen des Wärme- wie des Stoffübergangs verwendet.

## Wärmetransport
In der Thermodynamik entspricht die Péclet-Zahl dem Produkt von Reynolds-Zahl {\displaystyle Re} und Prandtl-Zahl {\displaystyle Pr} und ist definiert als:
{\displaystyle Pe={\frac {L\cdot v}{a}}={\frac {L\cdot v\cdot \rho \cdot c_{p}}{\lambda }}=Re\cdot Pr}
mit
{\displaystyle L} – charakteristische Länge (SI-Einheiten: m)
{\displaystyle v} – Geschwindigkeit (SI-Einheiten: m/s)
{\displaystyle a} – Temperaturleitfähigkeit (SI-Einheiten: m2/s)
{\displaystyle \rho } – Dichte (SI-Einheiten: kg/m3)
{\displaystyle c_{p}} – spezifische Wärmekapazität (SI-Einheiten: J/(kg K))
{\displaystyle \lambda } – Wärmeleitfähigkeit (SI-Einheiten: W/(m K)).
Siehe auch: Wärmeübertragung, Wärmeübergangszahl

## Stofftransport
Aufgrund der Analogie zwischen Wärme- und Stoffübergängen wird zur Beschreibung von Stofftransportvorgängen eine Péclet-Zahl definiert, die sich als Produkt von Reynolds-Zahl {\displaystyle Re} und Schmidt-Zahl {\displaystyle Sc} ergibt:
{\displaystyle Pe^{\prime }={\frac {L\cdot v}{D}}=Re\cdot Sc}
mit dem Diffusionskoeffizienten {\displaystyle D} (SI-Einheiten: m2/s).
Nur um den Unterschied zum Wärmeübergang kenntlich zu machen, ist diese Péclet-Zahl hier gestrichen gekennzeichnet.

## Numerik
Die Péclet-Zahl wird z. B. angewendet bei der numerischen Berechnung von Transportprozessen. Aufgrund des gleichzeitigen Vorkommens von advektiven und diffusiven Flüssen sind die beschreibenden Differentialgleichungen von einem gemischt hyperbolisch-parabolischem Typ. Die Berechnung der Péclet-Zahl erlaubt dann eine Abschätzung, welcher Typ überwiegt, und daher die Wahl eines geeigneten numerischen Verfahrens.